# Advanced SystemCare
 Advanced SystemCare  — це комплекс утиліт для оптимізації ПК, що забезпечує автоматичний сервіс із видалення шкідливих програм, виправлення помилок в реєстрі, захисту особистих даних, очищення системи й підвищення продуктивності. Присутні модулі захисту налаштувань браузера, прискорення доступу при користуванні Інтернетом, а також захист від вірусів, але комплекс не може замінити повноцінний антивірус.

## Опис
Утиліта поширюється в двох варіантах FREE і PRO. Особливістю FREE версії є чистка, корекція і базова оптимізація системи, а також базовий захист від загроз. Pro версія включає в себе більше автоматизовані засоби для збільшення швидкості роботи ПК, більш глибоке очищення реєстру, автоматичну та активну оптимізацію операційної системи, сканування і видалення шкідливих програм і програм-шпигунів, технічну підтримку 24/7, автоматичне оновлення, а також різні скіни й теми. Спочатку програма планувалася творцями як антивірус, але внаслідок була випущена як оптимізатор, а версія Advanced SystemCare Ultimate вийшла як антивірус з повним пакетом інструментів для оптимізації ПК.
Також існує версія Advanced SystemCare Ultimate — антивірус на основі технологій від BitDefender і власного захисного механізму фірми IObit з інтегрованими функціями оптимізації (Advanced SystemCare PRO).
Програма Advanced SystemCare Free/PRO належить до категорії універсальних утиліт для оптимізації і чищення системи, є неповним аналогом таких програм як CCleaner, Glary Utilities, Auslogics BoostSpeed, Reg Organizer та інших. Бере участь у рейтингах програм з оптимізації комп'ютера і має позитивні відгуки від користувачів та фахівців, а також отримала кілька знаків відмінності від відомих комп'ютерних журналів.
Advanced SystemCare працює на ОС Windows:
- Windows XP
- Windows Vista
- Windows 7
- Windows 8
- Windows 10

## Інтерфейс
Advanced SystemCare Free/PRO перекладена на 39 мов, включаючи англійську, російську, українську, білоруську та ін.

## Можливості
- Базовий захист від комп'ютерних загроз, блокування несанкціонованого доступу до особистих даних
- Базова оптимізація системи
- Налаштування системи для максимальної продуктивності
- Захист при скачуванні і спільне використання файлів
- Оптимізація в режимі реального часу з Active Boost
- Очищення системного реєстру
- Більше 20 засобів для оптимізації роботи комп'ютера
- Блокування несанкціонованого доступу до особистих даних

## Критика
Незважаючи на те, що всі зміни, внесені програмою в операційну систему, можна повернути назад із резервної копії, яка робиться при першому запуску програми, у користувачів виникали проблеми з її роботою.